# Murstenbacktjärnen
Murstenbacktjärnen är en sjö i Bräcke kommun i Jämtland och ingår i Ljungans huvudavrinningsområde.